# 徳島県立近代美術館
徳島県立近代美術館（とくしまけんりつきんだいびじゅつかん）は、徳島県徳島市の文化の森総合公園（向寺山）の三館棟内にある美術館。施設識別カラーは「紫色」。コレクションのテーマは、20世紀の人間像、徳島ゆかりの美術、現代版画。

## 利用案内

### 開館時間
- 9:30 - 17:00

### 休館日
- 月曜日（月曜日が祝日または振替休日にあたるときは、その翌日）

年末年始（12月29日 - 1月4日）

### 入館料
- 所蔵作品展
  - 一般 - 200円
  - 高校・大学生 - 100円
  - 小・中学生 - 50円

- 特別企画展
  - 一般 - 600円
  - 高校・大学生 - 450円
  - 小・中学生 - 300円

## 施設案内・展示内容
- 1階 - ギャラリー
  - （徳島県立21世紀館）
- 2階 - 展示室
  - 展示室1 - 主に、所蔵作品展を行う。

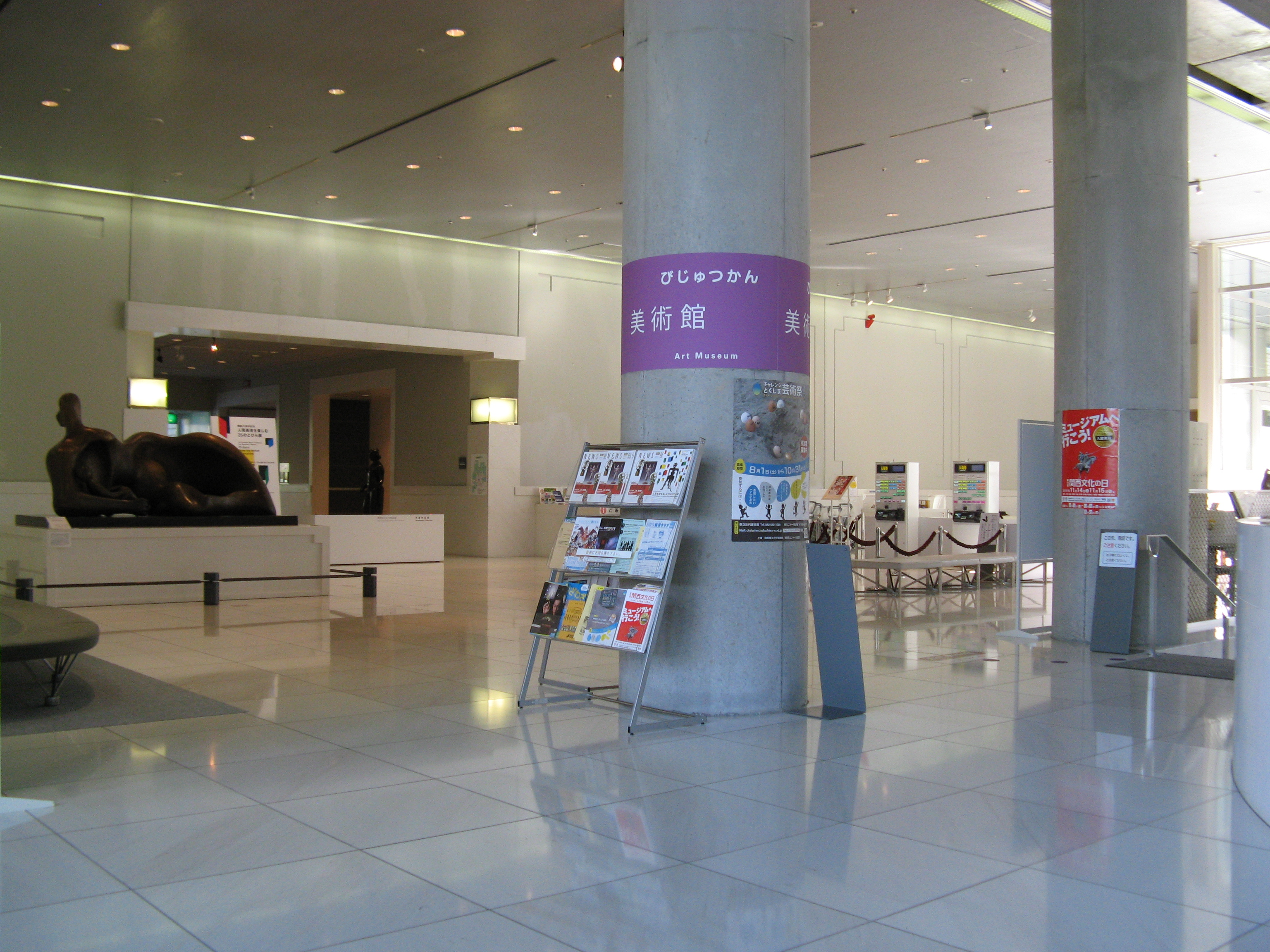
「徳島県立近代美術館」ロビー

  - 展示室2 - 主に、所蔵作品の中から特集展示を行う。
  - 展示室3 - 特別企画展を行う。
  - 屋外展示場
  - （徳島県立博物館）
  - （徳島県立鳥居龍蔵記念博物館）
- 3階 - 講座室、アトリエ、事務室
- 屋外 - 創造の森

## 交通
- JR徳島駅から「文化の森」行き、またはバイパス経由「市原」行きバスに乗車し約25分、「文化の森」下車。

しらさぎ台、一宮、天の原、佐那河内方面行きバスに乗車し「園瀬橋」下車、徒歩約10分。
- JR徳島駅より牟岐線文化の森駅下車徒歩約35分、または「文化の森駅東」バス停から「市原」行きバスに乗車し「文化の森」下車。

## 主な収蔵作品
- 伊原宇三郎『二人』「二人」
- 前田寛治『大工』「大工」
- 広島晃甫『赤装女』「赤装女」
- パウル・クレー『子供と伯母』「子供と伯母」
- ジュール・パスキン『下着の裸婦』「下着の裸婦」

### 所蔵作品の贋作問題
2024年6月、フランスの画家ジャン・メッツァンジェが描いたとされていた『自転車乗り』（1999年に6720万円で購入）が、海外の報道でドイツの有名な贋作家、ヴォルフガング・ベルトラッキによる贋作の疑いがあることが判明した。美術館は購入ルートなどの調査を行っている。2025年3月、同館はベルトラッキによる贋作と判断、5月には、同月11日より作品を無料公開すると発表した。